# Francesco Camarda
Pour les articles homonymes, voir Camarda.
Francesco Camarda, né le 10 mars 2008 à Milan, est un footballeur italien qui évolue au poste d'avant-centre à l'US Lecce, en prêt de l'AC Milan.

## Biographie
Né à Milan en Lombardie, Francesco Camarda commence à jouer au football avec le club du quartier d'Affori, mais intègre rapidement le centre de formation de l'AC Milan dès 2015,,,,.

### Carrière en club

#### Formation et premiers records à Milan
Dans le centre de formation milanais, Camarda s'illustre rapidement comme buteur prolifique, notamment dès les moins de 9 ans lors d'un tournoi à Vienne, en Autriche : sorti sur blessure contre le Bayern Munich, il demande à son entraîneur de retourner sur le terrain alors que son équipe est menée 2-0, enregistrant deux buts et une passe décisive, offrant la victoire 3-2 aux siens,,.
Ses prouesses offensives se poursuivent au fur et à mesure qu'il gravit les échelons des équipes de jeunes : avec l'équipe des moins de 15 ans, il marque 22 buts en 24 matchs lors de la saison 2021-2022, menant l'AC Milan au titre dans cette catégorie,.
Dès fin 2022, ses exploits de buteur attirent l'attention des grands médias sportifs internationaux, étant mis en avant le chiffre de 485 buts en seulement 89 matches au sein de l'académie de Milan,,,,,,. Il s'entraîne alors déjà avec l'équipe primavera milanaise à seulement quatorze ans,,.
Camarda fait ses débuts en UEFA Youth League le 19 septembre 2023, auteur de deux buts lors de la victoire 4-0 contre Newcastle United en phase de groupe. Ces buts font de Camarda le deuxième plus jeune joueur à marquer un doublé dans le tournoi derrière Youssoufa Moukoko et le plus jeune buteur italien de l'histoire de la compétition à 15 ans, 193 jours,. Il continue ensuite à s'illustrer dans la compétition, notamment avec un but en ciseau spectaculaire lors de la victoire 3-2 des Milanais contre le Paris Saint-Germain,,,.

#### Débuts précoces en équipe senior
Déjà sur le terrain avec les professionnels en match amical contre Trento (it) à l'été 2023,, Camarda est intégré à l'équipe première fin novembre 2023 par l'entraîneur de l'AC Milan Stefano Pioli, alors qu'il fait face à plusieurs blessures dans son attaque. Pour ce faire, le club a dû demander une autorisation spéciale à la Fédération italienne, les joueurs de moins de 16 ans n'étant normalement pas autorisés à jouer en équipe professionnelle italienne,,.
Francesco Camarda fait ainsi ses débuts professionnels avec l'AC Milan le 25 novembre 2023, remplaçant Luka Jović à la 83e minute d'un match de Serie A contre la Fiorentina, son équipe s'imposant 1-0 contre le club de Vincenzo Italiano et Nicolás González. À 15 ans, 260 jours, il devient le plus jeune joueur de l'histoire du championnat italien, dépassant le récent record de Wisdom Amey (en),,,,,.
Lors de la suite de la saison après une autre entrée consécutive en championnat contre Frosinone, le jeune attaquant retourne s'illustrer en primavera,. Fêtant son 16e anniversaire en mars 2024, Camarda fait alors l'objet de nombreuses convoitises pour la signature de son premier contrat professionnel, alors que la direction milanaise semble projeter une signature à l'été suivant, afin de maximiser la durée potentielle du contrat,,,.

### Carrière en sélection
Francesco Camarda est international italien en équipes de jeunes depuis 2022, passé par les moins de 15 (it), moins de 16, puis moins de 17 ans à partir de 2023, année au terme de laquelle il compte treize buts en vingt-deux sélections,.

## Statistiques
| Saison                | Club                  | Championnat           | Championnat | Championnat | Championnat | Coupe(s) nationale(s) | Coupe(s) nationale(s) | Coupe(s) nationale(s) | Compétition(s) continentale(s) | Compétition(s) continentale(s) | Compétition(s) continentale(s) | Compétition(s) continentale(s) | Total | Total | Total |
| Saison                | Club                  | Division              | M.          | B.          | P.d.        | M.                    | B.                    | P.d.                  | Comp.                          | M.                             | B.                             | P.d.                           | M.    | B.    | P.d.  |
| 2023-2024             | AC Milan              | Serie A               | 2           | 0           | 0           | 0                     | 0                     | 0                     | C1+C3                          | -                              | -                              | -                              | 2     | 0     | 0     |
| 2024-2025             | AC Milan              | Serie A               | 9           | 0           | 0           | 0                     | 0                     | 0                     | C1                             | 4                              | 0                              | 1                              | 13    | 0     | 1     |
| Total sur la carrière | Total sur la carrière | Total sur la carrière | 11          | 0           | 0           | 0                     | 0                     | 0                     | -                              | 4                              | 0                              | 1                              | 15    | 0     | 1     |

## Style de jeu
Avant-centre qui s'illustre très tôt par son efficacité face au but, Francesco Camarda est décrit comme un vrai joueur de surface,, dont le profil rapide et longiligne rappelle celui du Erling Haaland de ses débuts en Norvège,.
S'étant construit dans l'admiration de Kaká, et Zlatan Ibrahimović – avec qui il partage une pratique amateure des arts martiaux, en l'occurrence le kick-boxing —, son profil en équipes de jeunes est aussi comparé à celui de Karim Benzema pour son sens du but et capacité à servir d'appuis dos au but pour ouvrir le but à ses coéquipiers, mais également ses qualités mentales, et la détermination qui lui a permis de franchir toutes les étapes à un âge précoce,,.
Ayant commencé à jouer en défense lors de ses toutes premières années de formation, il s'illustre alors en dribblant toute l'équipe adverse pour marquer,.

## Palmarès
AC Milan
- Championnat d'Italie -15 ans

- - Champion : 2022
- UEFA Youth League
  - Finaliste : 2024

 Italie -17 ans
- Championnat d'Europe -17 ans
  - Vainqueur : 2024